# Joanne Love
Joanne „Jo“ Love (* 6. Dezember 1985 in Paisley) ist eine schottische Fußballspielerin. Die Mittelfeldspielerin spielte in der Scottish Women’s Premier League von 2011 bis 2025 für Glasgow City LFC. Für die schottische Fußballnationalmannschaft spielte sie von 2002 bis 2019 international. Sie ist die britische Feldspielerin mit den meisten Länderspielen.

## Karriere

### Verein
Love begann bei den Largs Girls mit dem Fußballspielen. Mit 15 Jahren wechselte sie in die Nachbarstadt zu den Kilmarnock Ladies für die sie sechs Jahre spielte und je zweimal schottischer Meister, Pokalsieger und Ligapokalsieger sowie in dieser Zeit Nationalspielerin wurde. Im UEFA Women’s Cup 2002/03 und UEFA Women’s Cup 2003/04 schied sie mit ihrer Mannschaft aber jeweils in der Gruppenphase aus. 2006 wechselte sie für eine Saison zu den Cocoa Expos in die USL W-League. Danach spielte sie bis 2007 für die Doncaster Rovers Belles in der National Division der FA Women’s Premier League, der damals höchsten Liga im englischen Frauenfußball, und wechselte dann zu Celtic Glasgow LFC. Mit Celtic wurde sie zweimal schottischer Vizemeister und gewann 2010 den Ligapokal. 2011 wechselte sie zum Stadtrivalen und Serienmeister Glasgow City LFC und wurde mit der Mannschaft viermal in Folge Meister der Scottish Women’s Premier League. Zudem gewann sie mehrmals den schottischen Pokal der Frauen und den Ligapokal. Die Glasgowerinnen mussten in der UEFA Women’s Champions League aber immer in die Qualifikation, die sie jeweils souverän meisterten. In der Saison 2011/12 erreichte sie mit ihrer Mannschaft das Achtelfinale der UEFA Women’s Champions League, wo sie aber mit 0:10 und 0:7 dem deutschen Meister 1. FFC Turbine Potsdam unterlag. Ein Jahr später unterlagen sie bereits im Sechzehntelfinale dem dänischen Vizemeister Fortuna Hjørring. Im darauffolgenden Jahr war dann im Achtelfinale Endstation, wo sie dem englischen Meister Arsenal unterlagen. 2014/2015 gelang sogar der Einzug ins Viertelfinale, wo sie dem späteren Finalisten Paris Saint-Germain unterlagen. Dabei hatte Love nach einer 1:2-Niederlage im Achtelfinale gegen FC Zürich Frauen mit dem Tor zum zwischenzeitlichen 3:2 im mit 4:2 gewonnenen Rückspiel entscheidenden Anteil am Viertelfinaleinzug. Ein Jahr später waren sie dann automatisch für die K.-o.-Runde qualifiziert, scheiterten aber bereits in der ersten Runde am englischen Meister Chelsea. Auch 2016/2017 war bereits im Sechzehntelfinale Schluss, wo beide Spiele gegen den schwedischen Vizemeister Eskilstuna United verloren wurden. In der UEFA Women’s Champions League 2017/18 war Glasgow auch direkt für das Sechzehntelfinale qualifiziert und traf auf den kasachischen Meister BIIK Kazygurt. Nach einer 0:3-Niederlage in Kasachstan, bei der sie nicht eingesetzt wurde, reichte der 4:1-Heimsieg aufgrund der Auswärtstorregel nicht um das Achtelfinale zu erreichen. Aufgrund dieses frühen Ausscheidens mussten sie 2018/19 wieder in die Qualifikation, konnten sich dort aber gegen den belgischen, polnischen und georgischen Meister durchsetzen. In der K.-o.-Runde ging es dann zweimal nach Barcelona, aber zunächst zum zyprischen Meister Somatio Barcelona FA, wo nach einem 2:0-Auswärtssieg eine 0:1-Heimniederlage verkraftet werden konnte. Im Achtelfinale wurde dann zweimal gegen die Frauen des spanischen FC Barcelona verloren (0:5 und 0:3). 2019/20 ging es bis ins Viertelfinale, wo sie allerdings beim wegen der COVID-19-Pandemie im Baskenland ausgetragenen Finalturnier dem VfL Wolfsburg mit 1:9 unterlagen. Ein Jahr später war dann bereits im Sechzehntelfinale Schluss, wo sie Sparta Prag mit 1:2 und 0:1 unterlagen. In der Qualifikation zur UEFA Women’s Champions League 2021/22 unterlagen sie in der zweiten Runde Servette FC Chênois Féminin. Nach einem 1:1 in der Schweiz verloren sie daheim mit 1:2 und verpassten somit die erstmals ausgetragene Gruppenphase. Insgesamt kam Love in bisher 47 CL-Spielen für Glasgow zum Einsatz, in denen sie acht Tore erzielte. 
Im Juli 2023 verlängerte sie ihren Vertrag beim Glasgow City LFC für ihre 13. Saison. Zu dem Zeitpunkt war sie mit 272 Spielen, in denen sie 96 Tore erzielte, die am zweithäufigsten eingesetzte Spielerin des Vereins. Am 23. Mai 2025 gab sie bekannt, dass sie den Verein zum Saisonende verlässt.

### Nationalmannschaft
Bereits mit 14 Jahren wurde sie im März 2000 in die schottische U-18-Mannschaft berufen. Für die schottische Fußballnationalmannschaft debütierte Love am 1. März 2002 mit 16 Jahren gegen Kanada bei der bisher einzigen Algarve-Cup-Teilnahme der Schottinnen. Neun Jahre später machte sie am 2. März 2011 ebenfalls gegen Kanada – aber diesmal beim Zypern-Cup – mit 25 Jahren als vierte Schottin nach Pauline Hamill, Julie Fleeting und Gemma Fay ihr 100. Länderspiel. In der Qualifikation für die EM 2009 scheiterten sie in den Playoffs an Russland, in der Qualifikation für die EM 2013 in den Playoffs durch ein Last-Minute-Tor an Spanien und in der Qualifikation für die WM 2015 in der ersten Runde der Entscheidungsspiele an den Niederländerinnen. Love kam dabei in allen Playoffspielen zum Einsatz. Besser lief es in der Qualifikation für die EM 2017. Mit sieben Siegen und nur einer Niederlage, profitierten die Schottinnen als Gruppenzweite davon, dass die Zahl der Endrunden-Teilnehmer auf 16 erhöht wurde und sie damit zum ersten Mal für die Endrunde qualifiziert waren. Love kam in allen acht Spielen zum Einsatz und erzielte dabei sechs Tore. Bei der EM wurde sie in den drei Spielen eingesetzt. In ihrem ersten EM-Spiel trafen sie auf England und verloren mit 0:6. Love wurde in der 76. Minute beim Stand von 0:4 eingewechselt. Im zweiten Gruppenspiel, beim 1:2 gegen Portugal, wurde sie in der 82. eingewechselt. Im dritten Spiel, das sie gegen Spanien mit 1:0 gewannen, stand sie in der Startelf, wurde aber nach 73 Minuten ausgewechselt. Da Portugal und Spanien auch gegen England verloren, die Spanierinnen aber mit 2:0 gegen Portugal gewannen, schieden die Schottinnen als Gruppendritte aus.
In der Qualifikation zur WM 2019 wurde sie nur im ersten und vierten Spiel eingesetzt. Die Schottinnen qualifizierten sich erstmals für die WM, wo sie wie bei der EM im ersten Spiel auf England trafen.
Am 15. Mai 2019 wurde sie für die WM nominiert. Bei der WM, bei der die Schottinnen nach der Gruppenphase ausschieden, kam sie nicht zum Einsatz.
Von den derzeit aktiven britischen Spielerinnen hat sie die meisten Spiele bestritten, nur die zurückgetretene Gemma Fay hat mehr Spiele (203) für Schottland bestritten.

## Erfolge
- Schottischer Meister: 2001/02, 2002/03 (mit Kilmarnock) 2011, 2012, 2013, 2014, 2015, 2016, 2017, 2018, 2019, 2020/21 (mit Glasgow City)
- Schottischer Pokalsieger: 2001, 2002 (mit Kilmarnock), 2011, 2012, 2013, 2014, 2015, 2019 (mit Glasgow City)
- Schottischer Ligapokal: 2003, 2004 (mit Kilmarnock), 2010 (mit Celtic), 2012, 2013, 2014, 2015 (mit Glasgow City)